# Allez allez allez
Allez allez allez est un single de Camille sorti en 2011 dans l'album Ilo Veyou.
La chanson reçoit la Victoire de la chanson originale lors de la 28e cérémonie des Victoires de la musique.
Une partie de la chanson est interprétée en canon.
Plusieurs enregistrements de la chanson existent :
- la version originale sur l’album Ilo Veyou ;
- une version a cappella sur l’édition étendue de l’album distribuée par la Fnac ;
- une version live provenant du concert du 24 octobre 2012 à l'Olympia diffusé sur France Inter et Arte Live Web puis commercialisé en DVD et en CD sous le titre Ilo Lympia ;
- une version live au studio 105 de Radio France diffusée sur France Inter le 22 mai 2017 ;
- une version live au Trianon datant du  9 septembre 2017 et diffusée sur France 2 dans le cadre de l’émission Alcaline ;
- une version live à la salle Pleyel lors du concert du 1er février 2018  diffusé sur Arte Concert.